# 279e division d'infanterie
La 279e division d'infanterie (en allemand : 279. Infanterie-Division ou 279. ID) est une des divisions d'infanterie de l'armée allemande (Wehrmacht) durant la Seconde Guerre mondiale.

## Création
La 279e division d'infanterie est formée le 22 mai 1940 dans le Wehrkreis IX en tant qu'élément de la 10. Welle (10e vague de mobilisation).
Toutefois, sa formation est terminée en juillet 1940 après l'armistice avec la France.

## Organisation

### Commandants
| Date                         | Grade           | Commandant      |
| ---------------------------- | --------------- | --------------- |
| Juin 1940 - 1er juillet 1940 | Generalleutnant | Herbert Stimmel |

## Théâtres d'opérations
- Allemagne : juin 1940 - juillet 1940

## Ordres de bataille
- Infanterie-Regiment 550
- Infanterie-Regiment 551
- Infanterie-Regiment 552
- Artillerie-Abteilung 279
- Pionier-Kompanie 279
- Panzerjäger-Kompanie 279
- Nachrichten-Kompanie 279
- Versorgungseinheiten 279